# Markersbach – Energie des Wassers und des Menschen
Markersbach – Energie des Wassers und des Menschen ist ein Dokumentarfilm des DEFA-Studios für Dokumentarfilme von Winfried Junge aus dem Jahr 1981, der im Auftrag des Fernsehens der DDR hergestellt wurde. Dieser Film zeigt einen weiteren Bauabschnitt auf der Baustelle des zukünftigen Pumpspeicherwerks Markersbach, die bereits in den Dokumentarfilmen Sagen wird man über unsre Tage und Termin Spirale Eins von Winfried Junge aus den Jahren 1974 und 1977 vorgestellt wurden.

## Handlung
Der Film beginnt rückblickend mit dem Montagebeginn der Turbinen des Pumpspeicherwerks Markersbach fünf Jahre zuvor, unter Beteiligung von Arbeitern und Ingenieuren aus der DDR und der ČSSR. In einer lockeren Runde sitzen heute Mitarbeiter zusammen, die zum großen Teil bereits seit den ersten Tagen dabei sind und sich über das bisher Erlebte unterhalten. Ein großes Problem in der Anfangsphase war, dass die Monteure aus der ČSSR, die die Anlage lieferten und die für die Montage die Verantwortung trugen, kein Vertrauen zu den deutschen Kollegen hatten, da die nicht als Facharbeiter anerkannt wurden. Das ging fast so weit, dass diese die Zusammenarbeit abbrechen wollten, obwohl sie als spätere Betreiber der Anlage diese in allen Einzelheiten kennenzulernen hatten. Langsam hat sich das Verhältnis zueinander doch verbessert, indem die deutschen Mitarbeiter ihr Können bewiesen.
Die Anlage befindet sich in der Kaverne, die die Abmaße von 24 Metern Breite, 44 Meter Höhe und 146 Meter Länge besitzt. Als die Dreharbeiten für diesen Film 1980 beginnen, arbeiten bereits drei der sechs Maschinen im Dauerbetrieb. Die vierte Maschine ist noch in der Montage und die fünfte und sechste befinden sich bereits in der Erprobung, so etwas kann Monate dauern. Die Inbetriebnahme wird von den deutschen Kollegen unter tschechoslowakischer Leitung durchgeführt. Die Erbauer der Turbinen stehen für eventuelle bautechnische Probleme bereit. Am 9. September 1980 beginnt die Nassfunktionsprobe der Maschine fünf. Innerhalb von 130 Sekunden muss die Maschine an das Netz gehen können, ein Wärmekraftwerk benötigt zum Anfahren vier Stunden. Nicht alles läuft sofort nach Plan, denn erst das Wasser zeigt, welche Kräfte wirken. Dabei kommt es auf jede noch so kleine Schraube an.
Auch privat haben sich die Kollegen aus der ČSSR in der DDR eingelebt. Zwei von ihnen haben sogar hier geheiratet und bleiben dem Betreiber des Pumpspeicherwerks als Schlosser erhalten. Im Verhältnis zu den tausenden Arbeitern, die auf der Baustelle tätig waren, wird nur ein ganz kleiner Teil weiterbeschäftigt werden, denn ein Pumpspeicherwerk benötigt nur ein Zehntel der Belegschaft eines Wärmekraftwerkes. Im Freizeitbereich war Fußballspielen das Erste, worauf sich die Arbeiter aus der ČSSR und der DDR einigen konnten, dann folgten Theaterabende, Wandertage, Wochenendfahrten, Schlachtefeste und gemeinsame Abende. Das führte dazu, dass aus zwei Brigaden ein Kollektiv wurde. Gemeinsam übernahmen sie die Patenschaft für eine Schulklasse in Markersbach.
Etwa 60 Betriebe aus der DDR, ČSSR, Volksrepublik Polen und der Volksrepublik Ungarn wirkten an der Errichtung des Werkes mit, waren Kooperationspartner des Kombinat Kraftwerksanlagenbau Berlin. Der Film endet mit der offiziellen Inbetriebsetzung der Maschine zwei durch das Kommando des seit dem Beginn der Bauarbeiten in dieser Funktion hier tätigen Baustellendirektors an den zuständigen Schichtleiter, die Anlage an das Netz zu schalten.

## Produktion
Markersbach – Energie des Wassers und des Menschen wurde von der Künstlerischen Arbeitsgruppe der DEFA dokument unter den Arbeitstiteln Markersbach III und 3. Markersbach-Film auf ORWO-Color für das Fernsehen der DDR gedreht. Hier wurde der Film zum ersten Mal am 30. März 1981 im 2. Programm ausgestrahlt.

## Kritik
Helmut Ulrich fand es in der Neuen Zeit enttäuschend, wie der Regisseur dieses Films bei der Darstellung des Baus eines Kraftwerks, in eine, sich oft wiederholende, Ausführlichkeit verfällt.